# 2000 YY1
2000 YY1 est un transneptunien considéré comme centaures, de magnitude absolue 7,1 son diamètre est estimé à 200 km.